# Татищев, Николай Иванович
Граф Никола́й Ива́нович Тати́щев (30 августа 1861, Одесса – 28 января 1937, Париж) – русский офицер, воспитатель князей императорской крови Иоанна и Гавриила Константиновичей.

## Биография
Сын графа Ивана Дмитриевича Татищева (1830—1913), генерала от инфантерии, члена Военного совета и Государственного совета.
Окончил престижный Катковский лицей (1879) и физико-математический факультет Московского университета.
Поступил вольноопределяющимся в Имеретинский пехотный полк, позднее служил в Преображенском полку. Был воспитателем князей Иоанна и Гавриила Константиновичей. На 1909 год имел чин полковника. В том же году вышел в отставку.
Избирался гласным Санкт-Петербургской городской думы. В 1913 году состоял членом наблюдательного совета Санкт-Петербургского городского кредитного общества.
В 1919 году был взят в заложники большевиками, вывезен в Москву.
Эмигрировал во Францию, жил в Париже. Похоронен на кладбище Сент-Женевьев-де-Буа.